# Frédéric Josias de Saxe-Cobourg-Saalfeld
Le prince Frédéric Josias de Saxe-Cobourg-Saalfeld est un feld-maréchal du Saint-Empire servant dans l'Armée impériale, né le 26 décembre 1737 à Cobourg et mort le 26 février 1815 dans cette même ville. Il commence sa carrière militaire à l'âge de 18 ans dans un régiment de cuirassiers avec lequel il prend part à la guerre de Sept Ans. Sa bravoure lui permet d'accéder rapidement aux grades supérieurs : colonel en 1759, il devient officier général au cours des années suivantes et, à ce titre, prend la tête d'un corps d'armée lors de la guerre austro-turque. Il guerroie avec succès en Moldavie où il remporte les victoires de Focşani, Râmnic et Martinestje contre les Ottomans, ce qui lui vaut la dignité de feld-maréchal en 1789.
Son expérience le désigne pour prendre le commandement suprême de l'Armée impériale au début des guerres révolutionnaires. Il triomphe à la bataille d'Aldenhoven, puis à la  bataille de Neerwinden en mars 1793, mais ces victoires sont éclipsées quelque temps plus tard par la défaite de Wattignies qui marque un coup d'arrêt à sa progression. En 1794, il est battu par le général Jourdan à Fleurus et doit abandonner les Pays-Bas du Sud. À la suite de cet échec, il est relevé de son commandement et se retire dans ses terres de Cobourg. Il est Inhaber (propriétaire) d'un régiment de dragons de 1769 à 1802 puis d'un régiment d'infanterie de 1802 à 1815.

## Biographie

### Du cavalier au feld-maréchal, 1756–1790
Frédéric Josias de Saxe-Cobourg-Saalfeld naît à Cobourg dans la nuit du 26 au 27 décembre 1737. Il est le plus jeune fils du duc François-Josias de Saxe-Cobourg-Saalfeld et de la princesse Anne-Sophie de Schwarzbourg-Rudolstadt. Il choisit très tôt de s'orienter vers une carrière militaire. Il entre dans l'Armée impériale le 4 janvier 1756 comme Rittmeister au régiment de cuirassiers no 33 Anspach. Le jeune prince — il n'a alors que 18 ans — fait ses premières armes lors de la guerre de Sept Ans et s'y distingue par sa bravoure. Il se bat à Lobositz, Prague et Hochkirch, où il est grièvement blessé, puis à Landshut et Liegnitz. Entre-temps, il a reçu son élévation au grade d’Oberstleutnant le 16 avril 1758, avant d'être fait Oberst (colonel) le 16 janvier de l'année suivante.

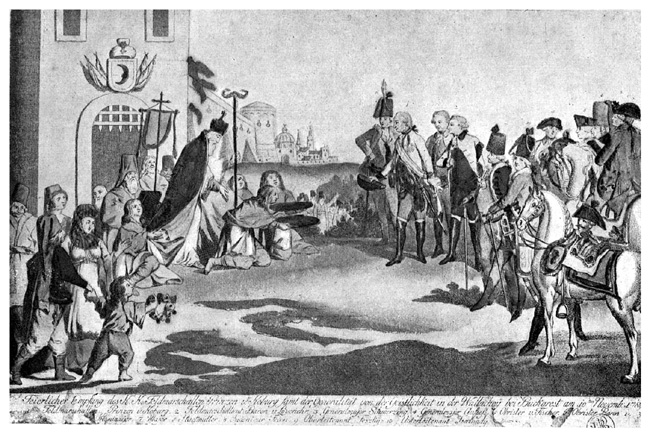
Accueil du prince de Saxe-Cobourg par la population de Bucarest, 1789.

Après la fin des hostilités, Saxe-Cobourg est nommé successivement général-major le 30 juillet 1766, Feldmarschall-Leutnant le 1er mai 1773 et General der Kavallerie le 22 août 1786, associé au poste de gouverneur militaire de la Galicie et de la Bucovine. Il obtient en outre la charge d’Inhaber (propriétaire) du régiment de dragons no 37 en 1769. Les affrontements reprennent avec la guerre de Succession de Bavière, à laquelle il participe de 1778 à 1779. En 1788, il est envoyé sur le front ottoman à la tête d'un corps d'armée et envahit la Moldavie. Après une série de combats victorieux face à l'armée d'Ibrahim Pacha, le prince vient mettre le siège devant la ville de Chocim le 15 mai. La place capitule le 16 septembre, livrant aux Impériaux un important matériel.
Saxe-Cobourg continue sur sa lancée et, avec le concours des troupes russes du général Souvorov, bat les Ottomans à Focşani le 21 juillet 1789. Fait chevalier de l'ordre militaire de Marie-Thérèse, il remporte une nouvelle victoire sur les Turcs lors de la bataille de Râmnic le 22 septembre, et sort vainqueur à Martinestje le lendemain. À la suite de cet affrontement, il est élevé à la dignité de feld-maréchal le 3 octobre. Il se lance ensuite à la conquête de la Valachie et s'empare de Bucarest, où il est accueilli avec enthousiasme par la population. Il conclut sa campagne par la prise d'Orșova en avril 1790.

### Guerres révolutionnaires, 1793–1794

#### Premières victoires en Belgique et en France

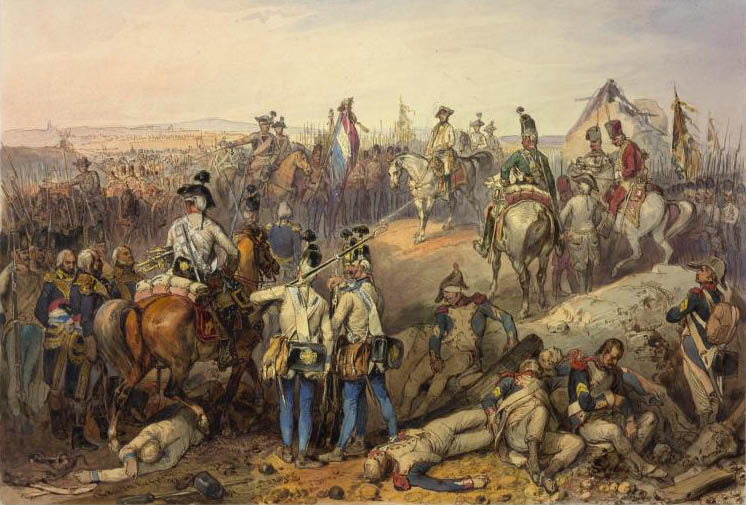
La bataille de Neerwinden, le 18 mars 1793, s'achève sur une victoire décisive de Cobourg. Sur cette aquarelle de Johann Nepomuk Geiger, le prince reçoit les généraux français prisonniers.

Au mois de février 1793, le prince de Saxe-Cobourg est nommé Reichsgeneralfeldmarschall, grade qui lui est confirmé par décret le 8 avril, et commandant en chef de l'armée impériale dans les Pays-Bas. Le Saint-Empire est alors partie prenante de la Première Coalition contre la France révolutionnaire. Le 1er mars, Cobourg attaque le corps de réserve français sous le commandement du général Lanoue à Aldenhoven ; chargés par la cavalerie impériale, les troupes révolutionnaires sont mises en déroute, perdant 2 300 hommes, sept canons et deux drapeaux. Deux jours plus tard, les Français abandonnent le siège de Maastricht. Le 18 mars, Cobourg se heurte près de Neerwinden à l'armée française du général Charles François Dumouriez. Les effectifs s'équilibrent à environ 40 000 hommes de part et d'autre. En position défensive, le prince divise son armée en trois groupes : l'archiduc Charles à droite, Colloredo et le duc de Wurtemberg au centre et enfin Clerfayt à gauche avec les réserves. L'attaque française commence au matin, bouscule le flanc gauche des Impériaux et enlève Neerwinden, mais Clerfayt parvient à rétablir la situation et reprend le village après une lutte acharnée. Assaut après assaut, Dumouriez tente vainement de percer les lignes de Cobourg. Il ordonne la retraite le matin du 19 mars, après avoir perdu 5 000 hommes et 30 canons, contre seulement 2 800 pertes chez les impériaux. Le 23 mars, Cobourg défait une dernière fois Dumouriez à Louvain.
La victoire de Neerwinden ouvre à l'armée de Cobourg les portes de la Belgique. À ce stade, le prince est partisan d'une entente diplomatique avec la France en vue de mettre fin à la guerre, allant même jusqu'à déclarer : « je suis l'allié de tous les amis de l'ordre, prêts à abjurer tous les projets de conquête menés au nom des empereurs ». Durement sermonné par le cabinet de Vienne, il est toutefois contraint à l'action. Les forces de la Coalition, comprenant l'armée impériale et le corps anglo-hanovrien auxquels s'ajoute un contingent néerlandais, totalisent alors 118 000 hommes sous les ordres de Cobourg. Ce dernier assiège rapidement Condé-sur-l'Escaut et Valenciennes qui capitulent au mois de juillet 1793, créant une brèche dans le dispositif de défense français. Parallèlement aux opérations de siège, il remporte les batailles de Raismes, le 8 mai, et de Famars le 23 mai. Il obtient ensuite la reddition du Quesnoy le 13 septembre, mais ses alliés échouent à enlever Dunkerque. La situation stratégique reste cependant très favorable à la Coalition : « seule Maubeuge […] demeurait aux mains des Français. Mais, qu'elle tombât à son tour, et une large brèche s'ouvrirait dans le dispositif de protection de la frontière. Rien n'empêcherait l'armée de Cobourg de marcher sur Paris et, alors, seule une bataille en rase campagne permettrait de redresser la situation. »

#### Le temps des revers: Wattignies et Fleurus

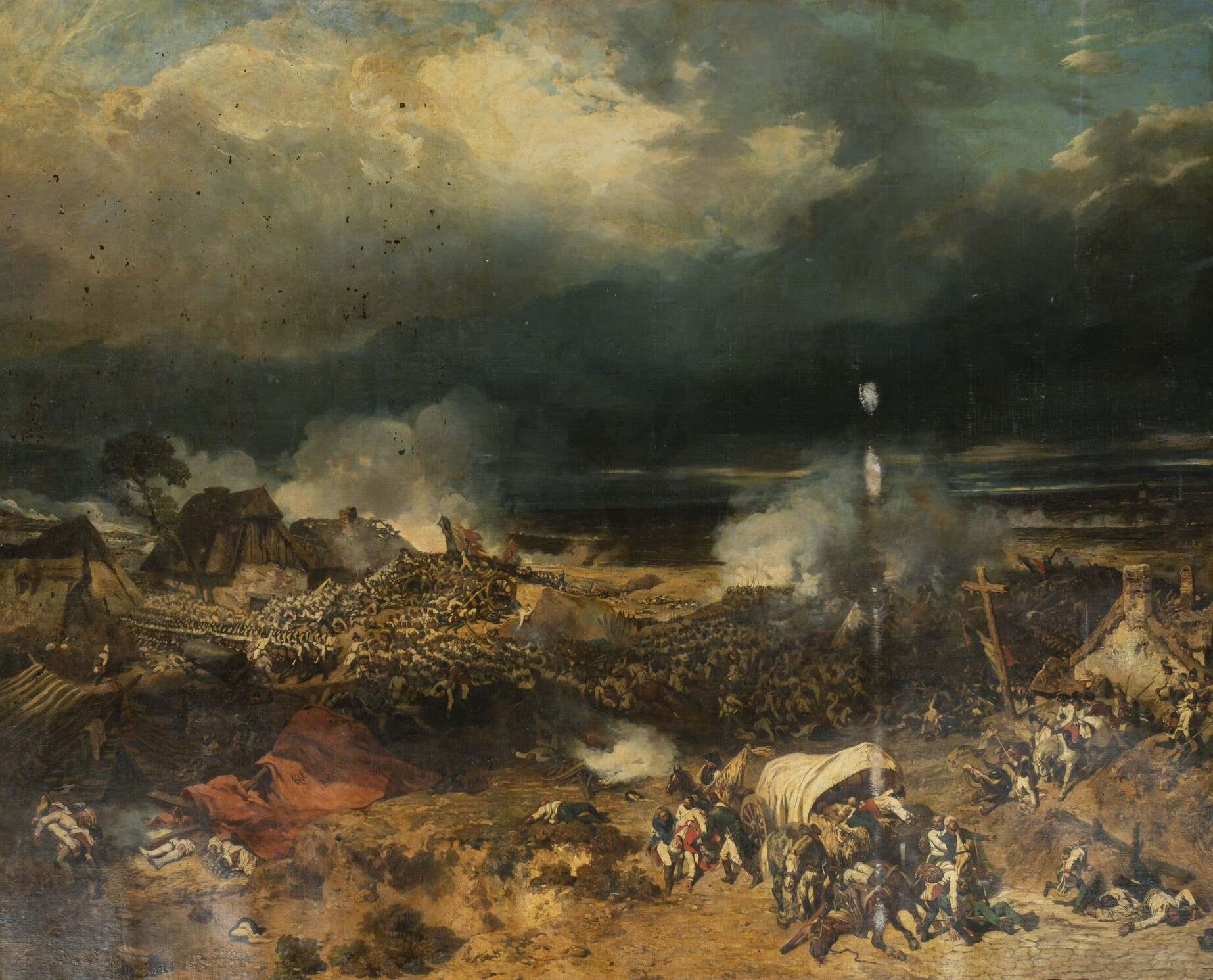
L'infanterie française enlève les positions des Impériaux lors de la bataille de Wattignies, le 16 octobre 1793.

Cambrai et Bouchain, dépourvues de garnison, sont à la merci de Cobourg, mais le commandant de l'armée impériale choisit d'abord de prendre Maubeuge. Le siège commence le 30 septembre 1793. De son côté, pressé par le Comité de salut public, le général Jean-Baptiste Jourdan, nouveau commandant en chef de l'armée française du Nord, décide de prendre l'offensive pour battre les forces de Cobourg et libérer Maubeuge. L'armée impériale prend position sur les hauteurs de Wattignies que le prince fait fortifier et garnir d'artillerie. Confiant dans ses chances de succès, il déclare : « s'ils viennent ici, je me fais sans-culotte ! », un mot peut-être apocryphe. La bataille de Wattignies débute le 15 octobre. Les attaques françaises se succèdent toute la journée mais sont refoulées de partout, aussi bien à droite qu'à gauche et au centre, si bien que Cobourg croit la bataille gagnée. Cependant, les combats reprennent le lendemain avec la même intensité ; emmenés par leurs chefs, Jourdan et Carnot en tête, les Français se rendent maîtres du terrain en dépit des efforts des troupes de Cobourg. Tardivement renforcé par le duc d'York, Cobourg ordonne la retraite derrière la Sambre et lève le siège de Maubeuge. Son armée prend peu après ses quartiers d'hiver et reste inactive jusqu'en avril de l'année suivante.
À cette date, le prince lance une offensive contre la forteresse de Landrecies qui, selon la stratégie des coalisés, doit servir de point de concentration des armées alliées avant d'entamer la marche sur Paris. Cobourg dispose pour cette campagne d'environ 100 000 hommes, répartis entre les forces du prince de Kaunitz à gauche, les siennes au centre et celles du comte de Clerfayt à droite. Arrivé depuis peu au quartier-général des armées à Valenciennes, c'est l'empereur François II en personne qui dirige l'ensemble, supplantant ainsi Cobourg au commandement suprême des forces de la Coalition. Landrecies, rapidement assiégée, capitule le 30 avril 1794 en dépit des tentatives de secours du général Pichegru. Le manque de coordination entre les généraux et les rivalités qui les opposent affectent cependant la cohésion du haut commandement allié. Cobourg est sévèrement battu à la bataille de Tourcoing le 18 mai, laissant sur le terrain 5 500 hommes et six canons. Mack, le chef d'état-major, qui a parlé avant le combat d'« exterminer » l'armée française, est remplacé. Le prince prend sa revanche quelques jours plus tard à Tournai où il contraint Pichegru à la retraite après lui avoir infligé des pertes d'environ 6 000 hommes. Le retour de l'empereur à Vienne intervient dès le 13 juin, ce qui permet à Cobourg de reprendre la direction générale des opérations.

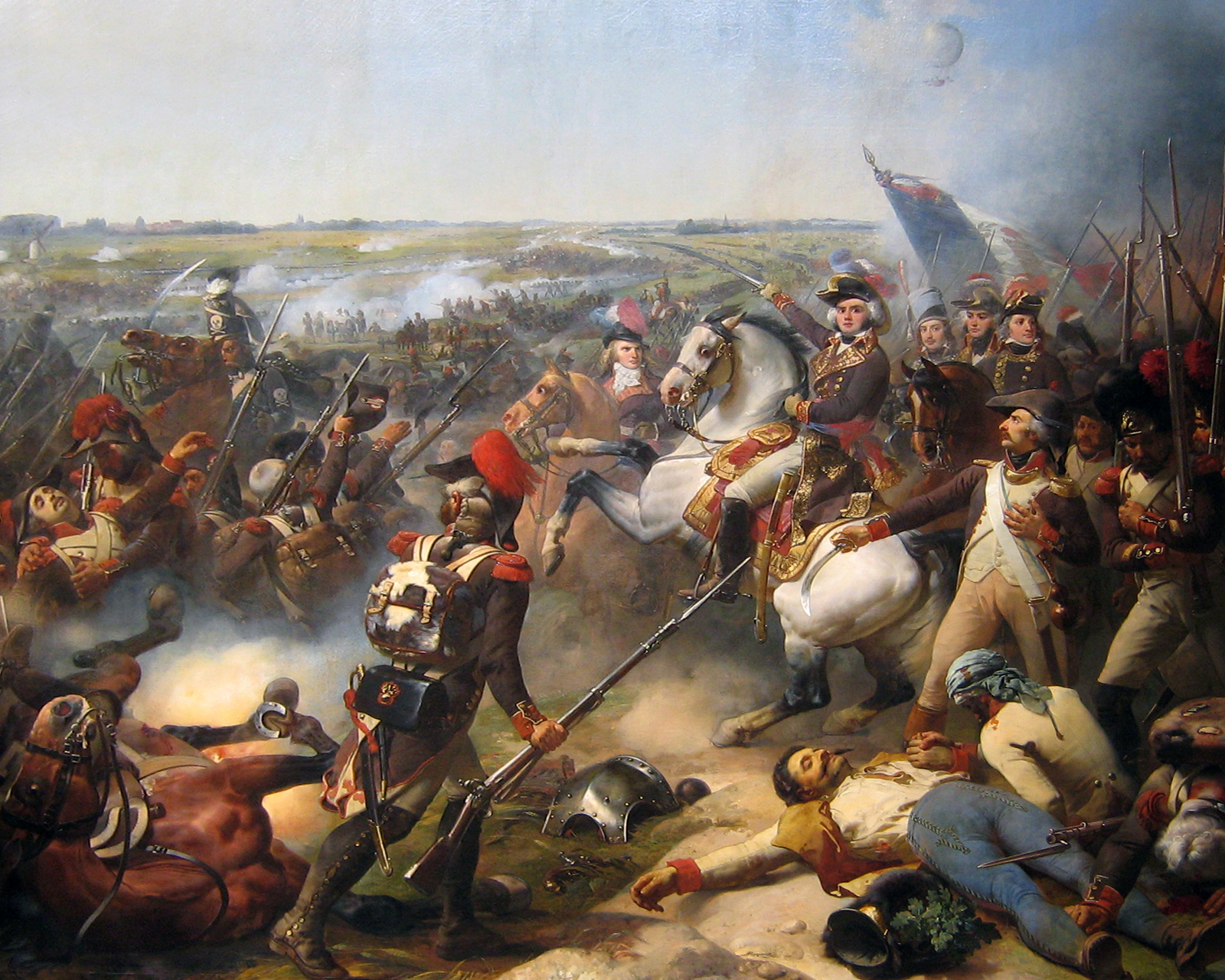
Le prince de Saxe-Cobourg est vaincu par Jourdan lors de la bataille de Fleurus, le 26 juin 1794, un événement représenté ici par le peintre Jean-Baptiste Mauzaisse.

Le général en chef des armées de la Coalition a alors face à lui deux armées françaises, bientôt renforcées par une troisième sous le commandement de Jourdan. Le 12 mai, ce dernier a déjà réussi à expulser Beaulieu de la ville d'Arlon ; puis, refoulant le corps du prince de Kaunitz, ses troupes ont franchi la Sambre et mis le siège devant Charleroi. Devant l'urgence de la situation, Kaunitz, trop faible pour s'interposer, sollicite l'appui de Cobourg. Celui-ci, après plusieurs jours de marches forcées, arrive enfin à proximité de la place le 26 juin et se prépare aussitôt à livrer bataille, sans savoir que Charleroi s'est rendu la veille aux assiégeants. Les forces françaises se retranchent sur les hauteurs de Fleurus, avec Kléber à Trazegnies, Championnet à Heppignies et les deux divisions Marceau et Lefebvre à Lambusart. De son côté, supervisant lui-même les opérations à gauche, Cobourg délègue le commandement du centre au général Quasdanovich et celui de l'aile droite au prince d'Orange. Les attaques s'effectuent cependant sans coordination aucune dans le camp des Alliés. Orange s'élance le premier mais est tenu en échec devant Trazegnies ; puis c'est au tour de Quasdanovich d'entrer dans l'action, qui parvient dans un premier temps à arracher Heppignies avant d'en être chassé par une contre-attaque conjuguée des troupes de Jourdan et de Championnet. Le prince de Cobourg, enfin, s'engage en dernier avec la colonne de droite avec laquelle il se dirige sur Lambusart. La division Marceau est très vite accablée sous le nombre et il faut l'intervention de Lefebvre, puis des réserves commandées par Jourdan pour rejeter les Impériaux de la localité. Tenu en échec sur l'ensemble du front, et informé sur ces entrefaites de la capitulation de Charleroi, le prince se résout à battre en retraite. Les pertes s'équilibrent à environ 5 000 hommes dans les deux camps.
La défaite de Cobourg à Fleurus entraîne la perte de Bruxelles le 10 juillet et, à court terme, de toute la Belgique. Le 16, peu après la chute de Namur, il est vaincu une dernière fois par Jourdan aux environs de Louvain. À la suite de cet ultime revers, il demande à être relevé de son commandement tout en rejetant la responsabilité de la défaite sur ses subordonnés, qu'il accuse d'avoir volontairement fait échouer la campagne pour intriguer contre lui. Le prince est démis de ses fonctions le 9 août 1794 et est remplacé le 1er septembre par le comte de Clerfayt. Il se retire ensuite dans ses terres de Cobourg où il meurt le 26 février 1815, à l'âge de 77 ans.

## Famille
Frédéric Josias est le frère cadet de Christian François de Saxe-Cobourg-Saalfeld (1730–1797), qui a également fait carrière dans l'armée sans dépasser toutefois le grade de général-major. Son neveu, Louis Charles Frédéric de Saxe-Cobourg-Saalfeld (1755–1806), devient quant à lui Feldmarschall-Leutnant en 1796.
En 1789, le prince épouse Thérèse Stroffeck dans un mariage morganatique. Leur fils Friedrich (1789–1873) devient Baron von Rohmann sans pouvoir prétendre aux titres de son père.

## Considérations

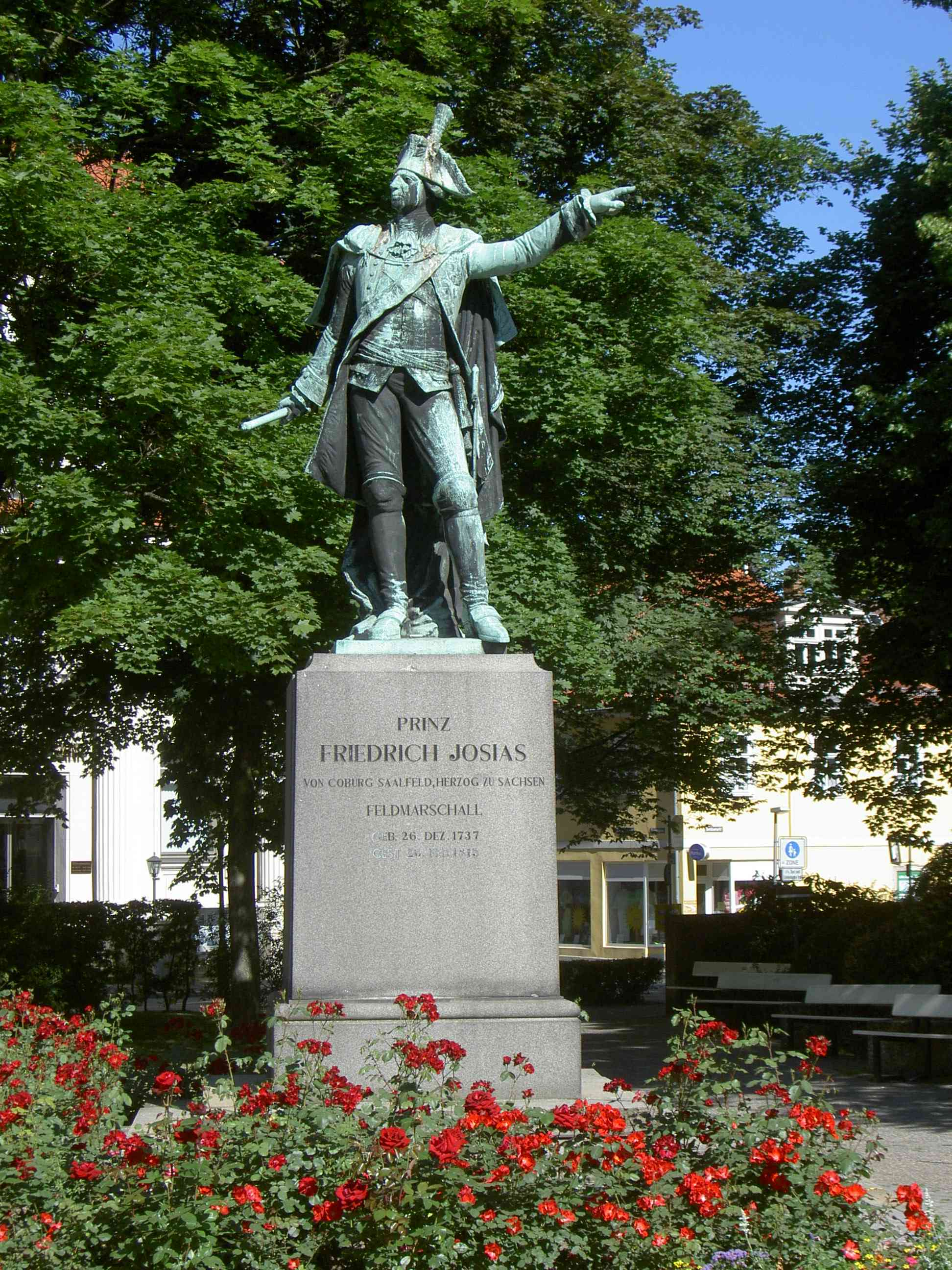
Statue du prince de Saxe-Cobourg-Saalfeld à Cobourg, sa ville natale.

Très courageux de sa personne, doté d'un calme et d'un sang-froid remarquables, Saxe-Cobourg reste cependant sur le plan tactique un chef prudent, plus habile à diriger des opérations défensives que des attaques de grande ampleur. À Fleurus, sa décision de culbuter l'armée française sur tous les points se révèle doublement inefficace, d'une part en raison de l'étendue du champ de bataille — 40 km — et d'autre part l'impossibilité de coordonner l'action de ses subordonnés depuis un seul point. Il est également critiqué pour avoir ordonné la retraite alors que l'issue des combats peut encore lui être favorable. Le repli de ses troupes, en dépit de la perte de la Belgique, s'effectue toutefois avec succès et lui permet de sauver la quasi-totalité de ses forces de la destruction.
Dans l'ensemble, ses campagnes en Belgique et en France se soldent par un échec. À sa décharge, il convient cependant de noter que les dissensions au sein du commandement allié altèrent le bon déroulement des opérations. Dans sa lettre de démission à l'empereur François II, Cobourg accuse ses généraux d'avoir fait volontairement échouer la campagne à force d'intrigues et d'une « cabaleuse désorganisation ».
Son élévation au sommet de la hiérarchie militaire doit beaucoup à ses victoires contre les Turcs durant la campagne de 1788 à 1789, en grande partie dues à sa bonne entente avec son homologue russe, le général Alexandre Souvorov qu'il considère comme son maître. Dans son Précis historique sur Souvorov, un ancien officier d'état-major confirme que « les liens indissolubles qui unissaient ces deux généraux, avaient été tissus des lauriers cueillis à Foxhane et sur les rives du Rimnik ». À l'issue de ses 37 années de service, Saxe-Cobourg a été le témoin de 13 campagnes et 16 batailles, dont 11 en tant que commandant en chef durant les guerres révolutionnaires.

## Hommages
Dans les années 1792 à 1793, le musicien Joseph Haydn compose en son honneur la Josias-Coburg-Marsch (« La marche de Josias Cobourg »).